# Dominik Aleksandrowicz
Dominik Alexandrowicz herbu własnego (zm. po 1791 roku) – koniuszy Wielkiego Księstwa Litewskiego w 1771 roku, pisarz ziemski lidzki w latach 1752–1771, wójt lidzki, sędzia grodzki lidzki w latach 1750–1752, porucznik chorągwi petyhorskiej wojewody witebskiego Sołłohuba w 1760 roku.
Poseł na sejm 1754 roku z powiatu lidzkiego. Poseł na sejm nadzwyczajny 1761 roku z powiatu lidzkiego. 29 kwietnia 1761 roku zerwał sejm nadzwyczajny. Poseł województwa wileńskiego na sejm konwokacyjny 1764 roku.